# Тюшин, Пётр Артемьевич
Пётр Арте́мьевич Тю́шин (1866—1934) — российский рабочий-ткач, активный деятель революционного движения, советский профсоюзный деятель.

## Биография
Большая часть жизни П. А. Тюшина прошла в Санкт-Петербурге. Рабочий-ткач самостоятельно выучился грамоте. Начал посещать марксистские кружки, участвовать в нелегальных маёвках и вскоре стал активистом «Союза борьбы за освобождение рабочего класса». С 1898 года — член РСДРП. В 1903 году примкнул к большевикам.
Был организатором многих крупных стачек в Петербурге, в том числе всеобщей стачки петербургских текстильщиков в 1896 году. Являлся рабочим корреспондентом газеты «Правда». Преследуемый полицией, вынужден был менять места работы. Неоднократно арестовывался, привлекался к суду. Шесть раз был заключён в тюрьму, дважды выслан из столицы. Из последней ссылки в Оренбургскую губернию его освободила Февральская революция 1917 года.
Вернувшись в Петроград, Тюшин поступил на Ямскую ватноткацкую и прядильную фабрику купца Кожевникова (теперь на этом месте находится ЗАО «Большевичка»), на которой он работал ткачом ещё в 1905 году и где его хорошо знали местные рабочие. Тюшин был избран членом Петроградского Совета. Как председатель фабричного комитета, он стал руководить осуществлением рабочего контроля над производством. Был избран также в состав районного комитета РКП(б) 1-го Городского района (его территория примерно соответствовала современному Центральному району). На I Петроградской конференции фабрично-заводских комитетов П. А. Тюшина избрали в состав Центрального совета фабзавкомов Петрограда, который под руководством партии большевиков сыграл большую роль в мобилизации масс на борьбу за власть Советов.
В дни Октябрьского вооружённого восстания П. А. Тюшин находился в Смольном , где он представлял в штабе революции текстильщиков Петрограда. Когда социалистическая революция совершилась, он выступал перед рабочими и работницами многих текстильных фабрик, разъясняя им значение произошедих событий, а также решений II Всероссийского съезда Советов.
После революции П. А. Тюшин работал в Революционном трибунале, в органах социального обеспечения. В дальнейшем возглавлял Петроградский губернский отдел Союза текстильщиков.
В 1926 году по состоянию здоровья перешел на персональную пенсию. С 1932 года состоял в Ленинградском отделении Всесоюзного общества старых большевиков (членский билет № 699).
Умер в возрасте 68 лет. 25 августа 1934 года был похоронен на Смоленском кладбище.

## Память
В послереволюционные годы имя Тюшина ещё при его жизни было присвоено бывшей Ямской а после 1919 года — Государственной ватно-ткацкой фабрике. Однако в 1922 году её  закрыли, и через год имя Тюшина перешло к Воздвиженской улице, на которой фабрика располагалась.
В советское время на доме № 1 по улице Тюшина (угол Лиговского проспекта) была установлена мемориальная доска в память о нём. Около 2008 года утрачена.

## Ссылка
- Пётр Артемьевич Тюшин (1866—1934) // Сайт Института истории материальной культуры Российской академии наук. Отдел охранной археологии